# غلين مونتجومري
غلين مونتجومري (بالإنجليزية: Glenn Montgomery)‏ هو لاعب كرة قدم أمريكية أمريكي، ولد في 31 مارس 1967 في نيو أورلينز في الولايات المتحدة، وتوفي في 28 يونيو 1998 في دالاس في الولايات المتحدة بسبب تصلب جانبي ضموري.

## وصلات خارجية
- غلين مونتجومري على موقع مرجع كرة القدم المحترفة.كوم (الإنجليزية)